# Chishū Ryū
Chishū Ryū (笠 智衆, Ryū Chishū), né le 13 mai 1904 à Tamana et mort le 16 mars 1993 à Yokohama, est un acteur japonais.

## Biographie
De 1928 à 1992, il est apparu dans plus de 350 films, dont de nombreux films de Yasujirō Ozu, dont il est l'acteur fétiche. Il participe également à la longue série des Tora-san dans laquelle il interprète le rôle d'un prêtre.
En 1988, il est le sujet d'un documentaire, L'acteur Chishū Ryū, moi et les studios Shochiku d'Ofuna, réalisé par Kin'ichi Hanawa. On y voit l'acteur se remémorer les tournages de ses films en déambulant dans les studios de la Shōchiku promis à la démolition.

## Filmographie partielle

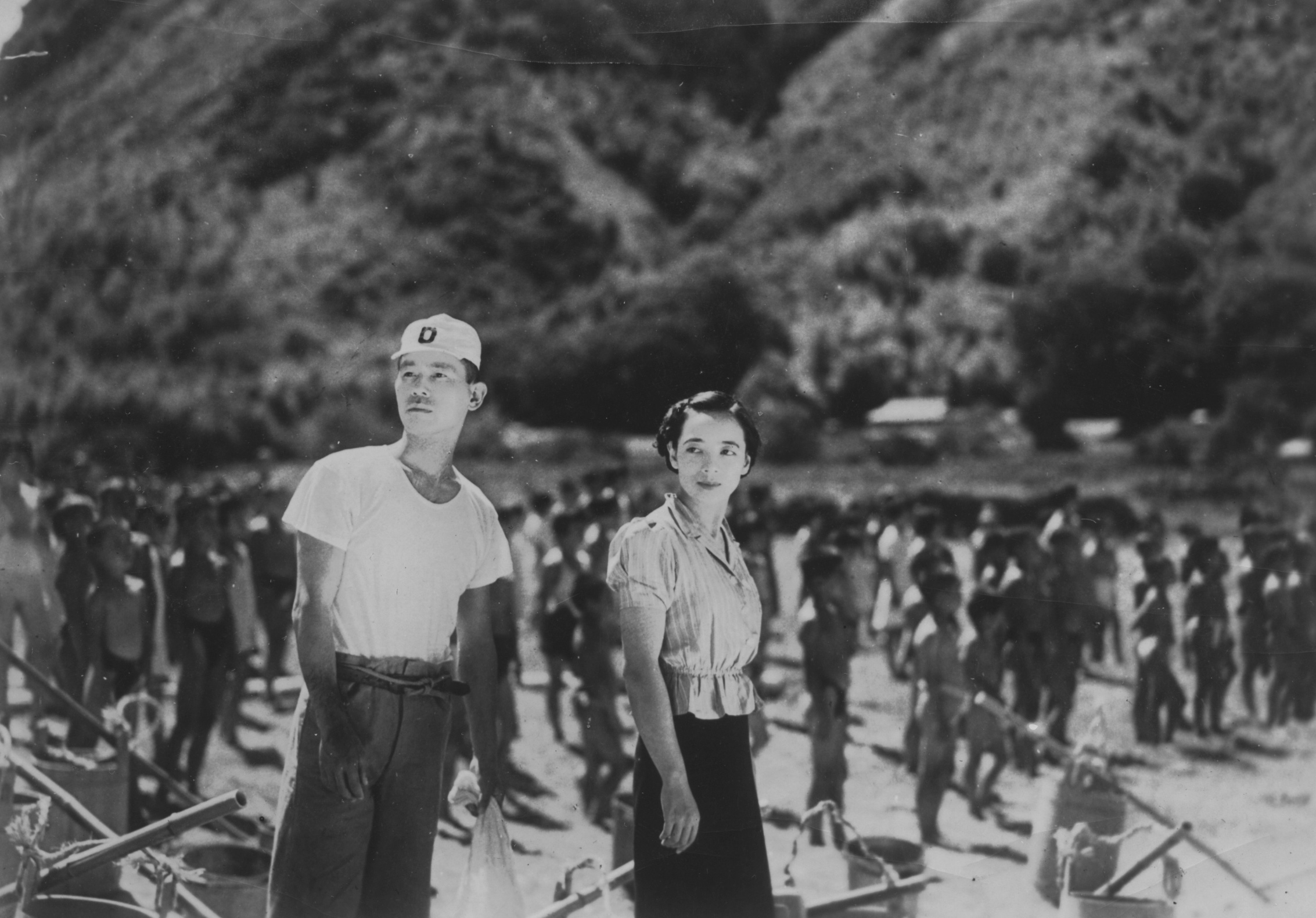
Chishū Ryū et Kuniko Miyake dans La Tour d'introspection (1941).

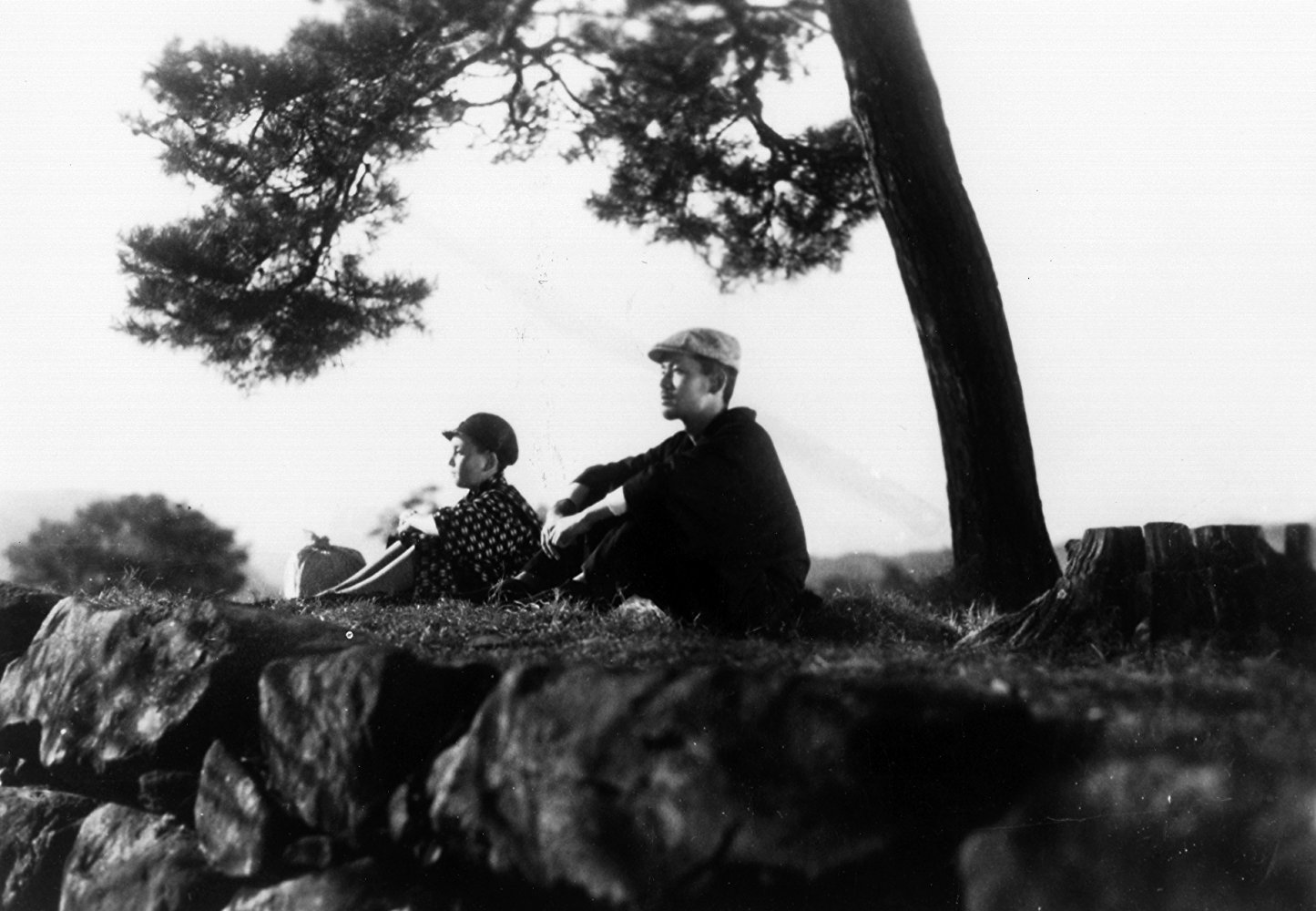
Haruhiko Tsuda et Chishū Ryū dans Il était un père (1942).

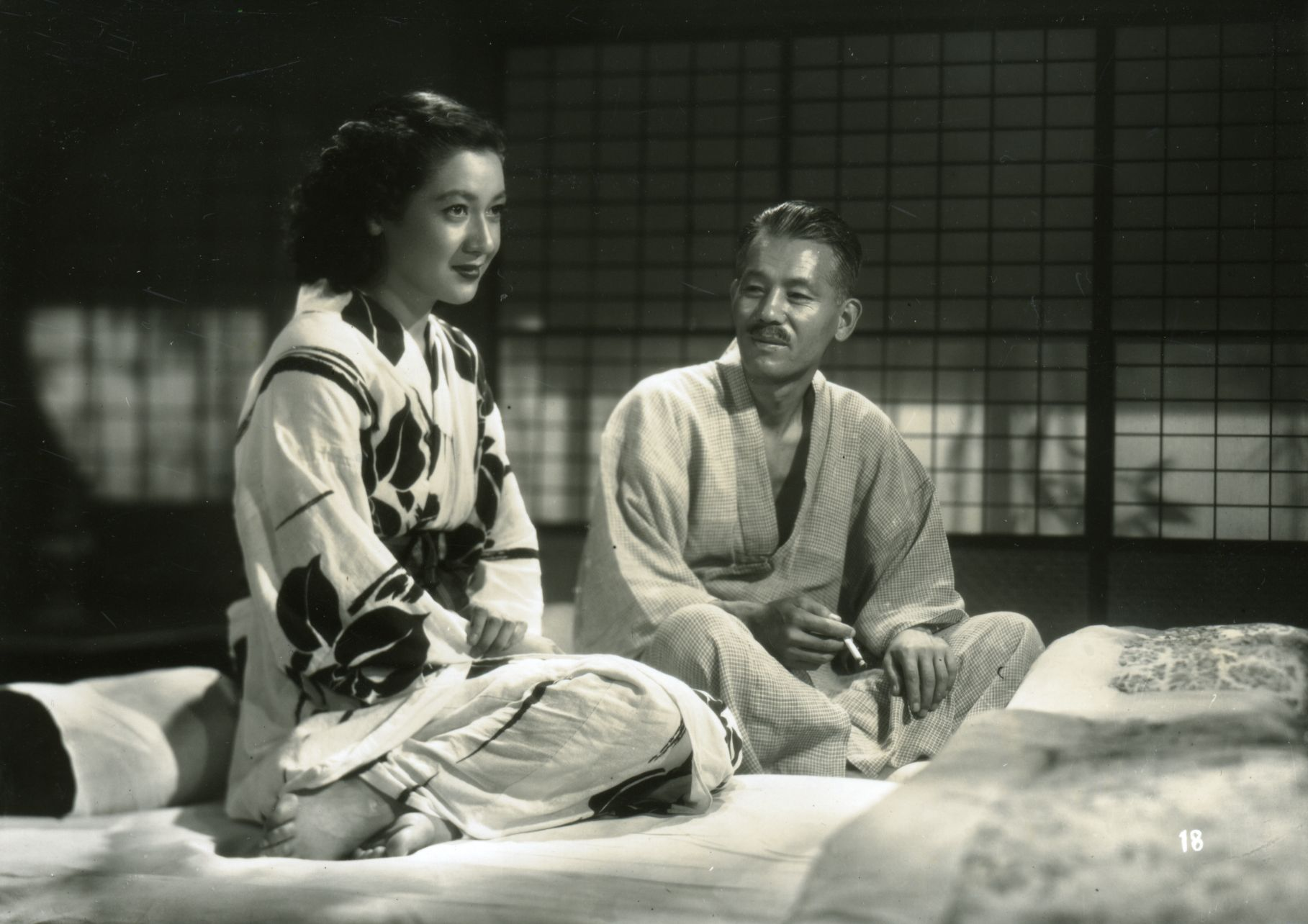
Setsuko Hara et Chishū Ryū dans Printemps tardif de Yasujirō Ozu (1949).

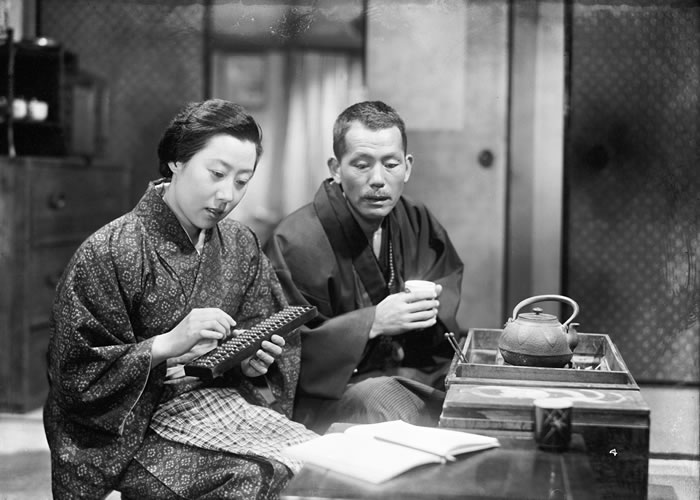
Isuzu Yamada et Chishū Ryū dans Le Plaisir en famille (1951).

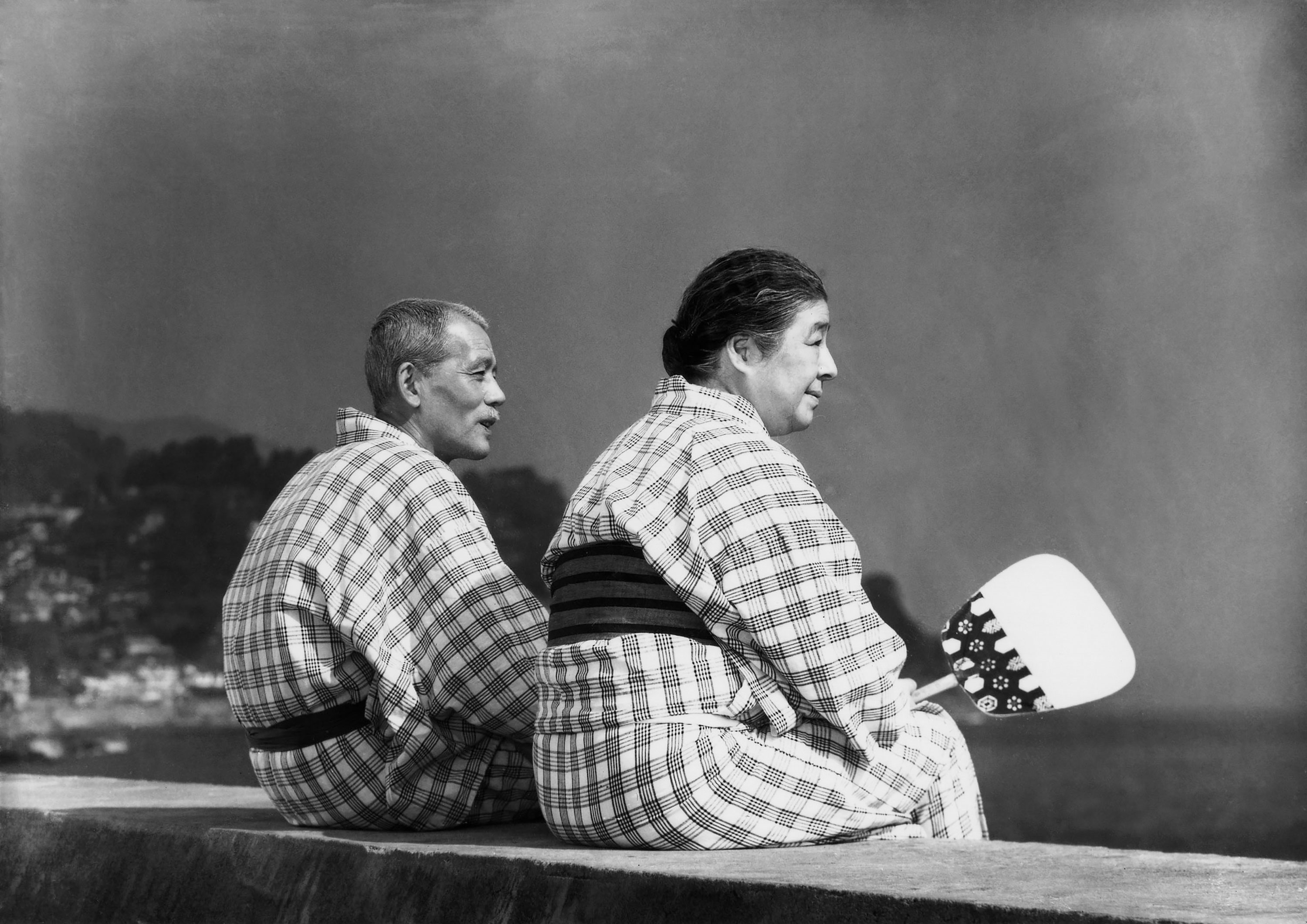
Chishū Ryū et Chieko Higashiyama dans Voyage à Tokyo (1953).

### Années 1920
- 1928 : Rêves de jeunesse (若人の夢, Wakodo no yume?) de Yasujirō Ozu : un étudiant
- 1928 : Femme perdue (女房紛失, Nyōbō funshitsu?) de Yasujirō Ozu
- 1930 : J'ai été recalé, mais... (落第はしたけれど, Rakudai wa shita keredo?) de Yasujirō Ozu

### Années 1930
- 1930 : L'Épouse de la nuit (その夜の妻, Sono yo no tsuma?) de Yasujirō Ozu : le policier
- 1932 : Où sont les rêves de jeunesse ? (青春の夢いまいづこ, Seishun no yume ima izuko?) de Yasujirō Ozu
- 1933 : Une femme de Tokyo (東京の女, Tokyo no onna?) de Yasujirō Ozu
- 1933 : Cœur capricieux (出来ごころ, Dekigokoro?) de Yasujirō Ozu
- 1934 : La Rue sans fin (限りなき舗道, Kagiri naki hodo?) de Mikio Naruse : Yukihiko Chiba
- 1934 : L'Amour d'une mère (母を恋はずや, Haha o kowazuya?) de Yasujirō Ozu
- 1936 : Le collège est un endroit agréable (大学よいとこ, Daigaku yoitoko?) de Yasujirō Ozu
- 1936 : Le Fils unique (一人息子, Hitori musuko?) de Yasujirō Ozu
- 1936 : Le Nouveau Chemin : Akemi (新道・朱実の巻, Shindo: Akemi no maki?) de Heinosuke Gosho : instructeur de planeur
- 1937 : La Chanson du panier à fleur (花籠の歌, Hana-kago no uta?) de Heinosuke Gosho : Nenkai Hotta

### Années 1940
- 1940 : L'Histoire du commandant de chars Nishizumi (西住戦車長伝, Nishizumi senshacho-den?) de Kōzaburō Yoshimura : Osumi
- 1941 : La Tour d'introspection (みかへりの搭, Mikaeri no tō?) de Hiroshi Shimizu : M. Kusama
- 1941 : Les Frères et Sœurs Toda (戸田家の兄妹, Todake no kyodai?) de Yasujirō Ozu
- 1941 : Pour une épingle à cheveux (簪, Kanzashi?) de Hiroshi Shimizu : Takeshi Nanmura
- 1942 : Il était un père (父ありき, Chichi ariki?) de Yasujirō Ozu : le père
- 1944 : L'Armée (陸軍, Rikugun?) de Keisuke Kinoshita : Tomosuke Takagi / Tomohiko Takagi
- 1945 : Les Demoiselles d'Izu (伊豆の娘たち, Izu no musumetachi?) de Heinosuke Gosho : Oda
- 1948 : Main dans la main, les enfants (手をつなぐ子等, Te o tsunagu kora?) de Hiroshi Inagaki
- 1947 : Récit d'un propriétaire (長屋紳士録, Nagaya Shinshiroku?) de Yasujirō Ozu
- 1948 : Une poule dans le vent (風の中の牝鶏, Kaze no naka no mendori?) de Yasujirō Ozu
- 1948 : Visage inoubliable (面影, Omokage?) de Heinosuke Gosho
- 1948 : Une image vivante (生きている画像, Ikiteiru gazō?) de Yasuki Chiba[3]
- 1949 : Printemps tardif (晩春, Banshun?) de Yasujirō Ozu

### Années 1950
- 1950 : Les Sœurs Munakata (宗方姉妹, Munakata shimai?) de Yasujiro Ozu
- 1951 : Carmen revient au pays (カルメン故郷に帰る, Karumen kokyō ni kaeru?) de Keisuke Kinoshita
- 1951 : L'École de la liberté (自由学校, Jiyū gakkō?) de Minoru Shibuya
- 1951 : Été précoce (麦秋, Bakushū?) de Yasujirō Ozu
- 1951 : Le Plaisir en famille (我が家は楽し, Waga ya wa tanoshi?) de Noboru Nakamura
- 1951 : Feux d'artifice sur la mer (海の花火, Umi no hanabi?) de Keisuke Kinoshita : Tarobei Kamiya
- 1951 : Inochi uruwashi (命美わし?) de Hideo Ōba
- 1952 : Le Goût du riz au thé vert (お茶漬の味, Ochazuke no aji?) de Yasujirō Ozu
- 1952 : Vagues (波, Nami?) de Noboru Nakamura
- 1953 : Voyage à Tokyo (東京物語, Tokyo monogatari?) de Yasujirō Ozu
- 1953 : Lettre d'amour (恋文, Koibumi?) de Kinuyo Tanaka : un client du restaurant Peter's
- 1954 : Vingt-quatre prunelles (二十四の瞳, Nijūshi no hitomi?) de Keisuke Kinoshita
- 1955 : La lune s'est levée (月は昇りぬ, Tsuki wa noborinu?) de Kinuyo Tanaka : Mokichi Asai
- 1955 : Bōmeiki (亡命記?) de Yoshitarō Nomura
- 1955 : Comme une fleur des champs (野菊の如き君なりき, Nogiku no gotoki kimi nariki?) de Keisuke Kinoshita
- 1956 : Eyes of Children (子供の眼, Kodomo no me?) de Yoshirō Kawazu : le père de Sachiko
- 1956 : Arachi (嵐?) de Hiroshi Inagaki
- 1957 : Le Train bondé (満員電車, Manin densha?) de Kon Ichikawa : Genroku
- 1957 : Crépuscule à Tokyo (東京暮色, Tokyo boshoku?) de Yasujirō Ozu
- 1958 : Fleurs d'équinoxe (彼岸花, Higanbana?) de Yasujirō Ozu
- 1958 : L'Homme au pousse-pousse (無法松の一生, Muhomatsu no issho?) de Hiroshi Inagaki
- 1959 : Bonjour (お早う, Ohayo?) de Yasujirō Ozu
- 1959 : Herbes flottantes (浮草, Ukikusa?) de Yasujirō Ozu

### Années 1960

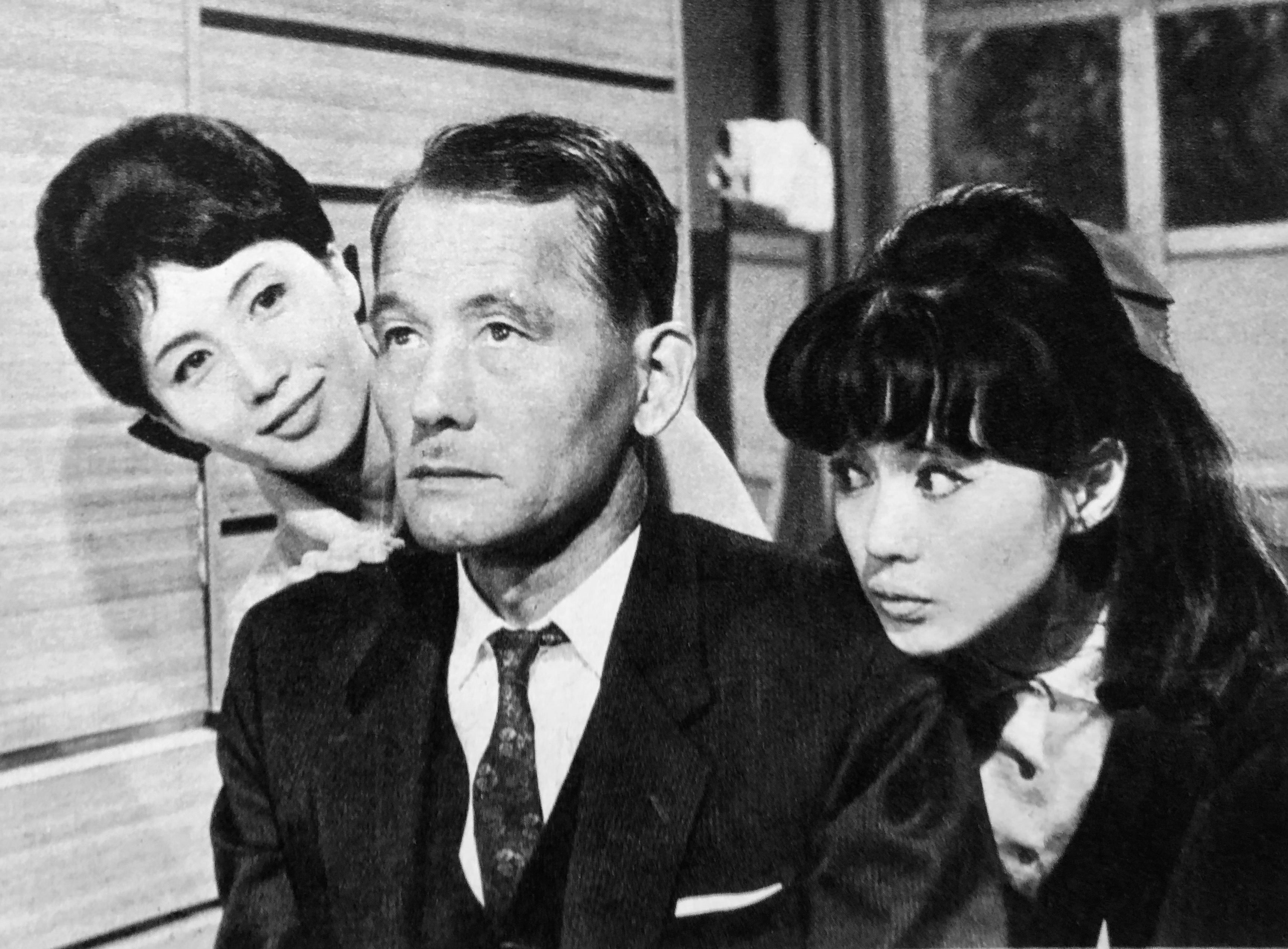
Shima Iwashita, Chishū Ryū et Mariko Kaga dans Le Radis et la Carotte (1965).

- 1960 : Les salauds dorment en paix (悪い奴ほどよく眠る, Warui yatsu hodo yoku nemuru?) d'Akira Kurosawa
- 1960 : Filles, épouses et une mère (娘・妻・母, Musume tsuma haha?) de Mikio Naruse
- 1960 : Les Internées de Kampili (白い肌と黄色い隊長, Shiroi hada to kiiroi taichō?) de Manao Horiuchi
- 1960 : Fin d'automne (秋日和, Akibiyori?) de Yasujirō Ozu
- 1961 : La Condition de l'homme : La prière du soldat (人間の条件, Ningen no jōken?) de Masaki Kobayashi
- 1961 : Dernier Caprice (小早川家の秋, Kohayagawake no aki?) de Yasujirō Ozu
- 1962 : La Place de la femme (女の座, Onna no za?) de Mikio Naruse : Kinjirō Ishikawa
- 1962 : Le Goût du saké (秋刀魚の味, Sanma no aji?) de Yasujirō Ozu
- 1965 : Le Radis et la Carotte (大根と人参, Daikon to ninjin?) de Minoru Shibuya
- 1965 : Barberousse (赤ひげ, Akahige?) d'Akira Kurosawa
- 1967 : Le Jour le plus long du Japon (日本のいちばん長い日, Nippon no ichiban nagai hi?) de Kihachi Okamoto
- 1969 : C'est dur d'être un homme (男はつらいよ, Otoko wa tsurai yo?) de Yōji Yamada : Gozen-sama
- 1969 : C'est dur d'être un homme : Maman chérie (続・男はつらいよ, Zoku otoko wa tsurai yo?) de Yōji Yamada : Gozen-sama

### Années 1970
- 1970 : C'est dur d'être un homme : Le Grand Amour (男はつらいよ フーテンの寅, Otoko wa tsurai yo: Fūten no Tora?) d'Azuma Morisaki (en) : Gozen-sama
- 1970 : C'est dur d'être un homme : Le Millionnaire (新・男はつらいよ, Shin otoko wa tsurai yo?) de Shun'ichi Kobayashi (ja) : Gozen-sama
- 1970 : C'est dur d'être un homme : Tora-san est nostalgique (男はつらいよ 望郷篇, Otoko wa tsurai yo: Bōkyō hen?) de Yōji Yamada : Gozen-sama
- 1970 : Une famille (家族, Kazoku?) de Yōji Yamada : Genzo
- 1971 : C'est dur d'être un homme : Un air de candeur (男はつらいよ 純情篇, Otoko wa tsurai yo: Junjō hen?) de Yōji Yamada : Gozen-sama
- 1971 : C'est dur d'être un homme : Le Bon Samaritain (男はつらいよ 奮闘篇, Otoko wa tsurai yo: Funtō hen?) de Yōji Yamada : Gozen-sama
- 1971 : C'est dur d'être un homme : Une vie simple (男はつらいよ 寅次郎恋歌, Otoko wa tsurai yo: Torajirō koiuta?) de Yōji Yamada : Gozen-sama
- 1972 : C'est dur d'être un homme : Mon cher quartier (男はつらいよ 柴又慕情, Otoko wa tsurai yo: Shibamata bojō?) de Yōji Yamada : Gozen-sama
- 1972 : C'est dur d'être un homme : Rêve éveillé (男はつらいよ 寅次郎夢枕, Otoko wa tsurai yo: Torajirō yumemakura?) de Yōji Yamada : Gozen-sama
- 1973 : C'est dur d'être un homme : Élégie du vagabondage (男はつらいよ 寅次郎忘れな草, Otoko wa tsurai yo: Torajirō wasurenagusa?) de Yōji Yamada : Gozen-sama
- 1973 : C'est dur d'être un homme : Mon Torajirô à moi (男はつらいよ 私の寅さん, Otoko wa tsurai yo: Watashi no tora-san?) de Yōji Yamada : Gozen-sama
- 1974 : C'est dur d'être un homme : La Maladie d'amour (男はつらいよ 寅次郎恋やつれ, Otoko wa tsurai yo: Torajirō koiyatsure?) de Yōji Yamada : Gozen-sama
- 1974 : Le Vase de sable (砂の器, Suna no utsuwa?) de Yoshitarō Nomura
- 1974 : C'est dur d'être un homme : Les Affres de la paternité (男はつらいよ 寅次郎子守唄, Otoko wa tsurai yo: Torajirō komoriuta?) de Yōji Yamada : Gozen-sama
- 1975 : C'est dur d'être un homme : Un parapluie pour deux (男はつらいよ 寅次郎相合い傘, Otoko wa tsurai yo: Torajirō aiaigasa?) de Yōji Yamada : Gozen-sama
- 1975 : C'est dur d'être un homme : Intellectuellement vôtre (男はつらいよ 葛飾立志篇, Otoko wa tsurai yo: Katsushika risshihen?) de Yōji Yamada : Gozen-sama
- 1976 : C'est dur d'être un homme : La Libellule rouge (男はつらいよ 寅次郎夕焼け小焼け, Otoko wa tsurai yo: Torajirō yūyake koyake?) de Yōji Yamada : Gozen-sama
- 1976 : C'est dur d'être un homme : Pur est le cœur du poète (男はつらいよ 寅次郎純情詩集, Otoko wa tsurai yo: Torajirō junjō shishū?) de Yōji Yamada : Gozen-sama
- 1977 : C'est dur d'être un homme : Mon Seigneur ! (男はつらいよ 寅次郎と殿様, Otoko wa tsurai yo: Torajirō to tonosama?) de Yōji Yamada : Gozen-sama
- 1977 : C'est dur d'être un homme : L'Entremetteur (男はつらいよ 寅次郎頑張れ!, Otoko wa tsurai yo: Torajirō ganbare!?) de Yōji Yamada : Gozen-sama
- 1978 : C'est dur d'être un homme : Elle court, elle court la rumeur (男はつらいよ 噂の寅次郎, Otoko wa tsurai yo: Uwasa no Torajirō?) de Yōji Yamada : Gozen-sama
- 1979 : C'est dur d'être un homme : Tora-san ange gardien (男はつらいよ 翔んでる寅次郎, Otoko wa tsurai yo: Tonderu Torajirō?) de Yōji Yamada : Gozen-sama
- 1979 : C'est dur d'être un homme : L'Américain (男はつらいよ 寅次郎春の夢, Otoko wa tsurai yo: Torajirō haru no yume?) de Yōji Yamada : Gozen-sama

### Années 1980
- 1980 : C'est dur d'être un homme : Okinawa mon amour (男はつらいよ 寅次郎ハイビスカスの花, Otoko wa tsurai yo: Torajirō haibisukasu no hana?) de Yōji Yamada : Gozen-sama
- 1980 : C'est dur d'être un homme : Un drôle de père (男はつらいよ 寅次郎かもめ歌, Otoko wa tsurai yo: Torajirō kamome uta?) de Yōji Yamada : Gozen-sama
- 1981 : C'est dur d'être un homme : Tora-san et la geisha (男はつらいよ 浪花の恋の寅次郎, Otoko wa tsurai yo: Naniwa no koino Torajirō?) de Yōji Yamada : Gozen-sama
- 1981 : C'est dur d'être un homme : La Promesse (男はつらいよ 寅次郎紙風船, Otoko wa tsurai yo: Torajirō kamifūsen?) de Yōji Yamada : Gozen-sama
- 1982 : C'est dur d'être un homme : L'Indécis (男はつらいよ 寅次郎あじさいの恋, Otoko wa tsurai yo: Torajirō ajisai no koi?) de Yōji Yamada : Gozen-sama
- 1982 : Kaikyō (海峡?) de Shirō Moritani
- 1982 : C'est dur d'être un homme : Le Conseiller (男はつらいよ 花も嵐も寅次郎, Otoko wa tsurai yo: Hana mo arashi mo Torajirō?) de Yōji Yamada : Gozen-sama
- 1983 : C'est dur d'être un homme : La Chanteuse (男はつらいよ 旅と女と寅次郎, Otoko wa tsurai yo: Tabi to onna to Torajirō?) de Yōji Yamada : Gozen-sama
- 1983 : C'est dur d'être un homme : Priez pour nous Tora-san (男はつらいよ 口笛を吹く寅次郎, Otoko wa tsurai yo: Kuchibue o fuku Torajirō?) de Yōji Yamada : Gozen-sama
- 1984 : Osōshiki (お葬式?) de Jūzō Itami : le prêtre
- 1984 : C'est dur d'être un homme : Marions-les (男はつらいよ 夜霧にむせぶ寅次郎, Otoko wa tsurai yo: Yogiri ni musebu Torajirō?) : Gozen-sama
- 1984 : C'est dur d'être un homme : Amour interdit (男はつらいよ　寅次郎真実一路, Otoko wa tsurai yo: Torajirō shinjitsu ichiro?) de Yōji Yamada : Gozen-sama
- 1985 : Tokyo-Ga de Wim Wenders
- 1985 : C'est dur d'être un homme : Le Cœur sur la main (男はつらいよ 寅次郎恋愛塾, Otoko wa tsurai yo: Torajirō ren'aijuku?) de Yōji Yamada : Gozen-sama
- 1985 : Sorekara (それから?) de Yoshimitsu Morita
- 1985 : C'est dur d'être un homme : L'Institutrice (男はつらいよ 柴又より愛をこめて, Otoko wa tsurai yo: Shibamata yori ai o komete?) de Yōji Yamada : Gozen-sama
- 1986 : C'est dur d'être un homme : L'Oiseau bleu du bonheur (男はつらいよ 幸福の青い鳥, Otoko wa tsurai yo: Shiawase no aoi tori?) de Yōji Yamada : Gozen-sama
- 1986 : Kokushi musō (国士無双?) de Nobuhiko Hosaka : l'ermite
- 1987 : C'est dur d'être un homme : En route pour Hokkaidō ! (男はつらいよ 知床慕情, Otoko wa tsurai yo: Shiretoko bojō?) de Yōji Yamada : Gozen-sama
- 1987 : C'est dur d'être un homme : Il était une fois Tora-san (男はつらいよ 寅次郎物語, Otoko wa tsurai yo: Torajirō monogatari?) de Yōji Yamada :  Gozen-sama
- 1988 : C'est dur d'être un homme : Quelle salade ! (男はつらいよ 寅次郎サラダ記念日, Otoko wa tsurai yo: Torajirō sarada kinenbi?) de Yōji Yamada :  Gozen-sama
- 1989 : Rêves (夢, Yume?) d'Akira Kurosawa
- 1989 : C'est dur d'être un homme : Détour par Vienne (男はつらいよ 寅次郎心の旅路, Otoko wa tsurai yo: Torajirō kokoro no tabiji?) de Yōji Yamada :  Gozen-sama
- 1989 : C'est dur d'être un homme : Mon oncle (男はつらいよ ぼくの伯父さん, Otoko wa tsurai yo: Boku no ojisan?) de Yōji Yamada :  Gozen-sama

### Années 1990
- 1990 : C'est dur d'être un homme : Les Vacances de Tora-san (男はつらいよ 寅次郎の休日, Otoko wa tsurai yo: Torajirō no kyūjitsu?) de Yōji Yamada : Gozen-sama
- 1991 : Jusqu'au bout du monde (Bis ans Ende der Welt) de Wim Wenders
- 1991 : C'est dur d'être un homme : La Confession (男はつらいよ 寅次郎の告白, Otoko wa tsurai yo: Torajirō no kokuhaku?) de Yōji Yamada : Gozen-sama
- 1992 : La Mousse lumineuse (ひかりごけ, Hikarigoke?) de Kei Kumai : le juge
- 1992 : C'est dur d'être un homme : C'est dur d'être Tora-san (男はつらいよ 寅次郎の青春, Otoko wa tsurai yo: Torajirō no seishun?) de Yōji Yamada : Gozen-sama

## Distinctions

### Décoration
- 1967 : récipiendaire de la Médaille au ruban pourpre

### Récompenses
- 1949 : prix du film Mainichi du meilleur acteur pour son interprétation dans Main dans la main, les enfants[4]
- 1952 : prix Blue Ribbon du meilleur second rôle masculin pour ses interprétations dans Le Plaisir en famille et Inochi uruwashi[5]
- 1952 : prix du film Mainichi du meilleur acteur pour ses interprétations dans Feux d'artifice sur la mer et Inochi uruwashi[6]
- 1971 : prix du film Mainichi du meilleur second rôle masculin pour son interprétation dans Kazoku[7]
- 1987 : prix Kan-Kikuchi
- 1991 : prix spécial du film Mainichi pour l'ensemble de sa carrière[8]
- 1994 : prix spécial de la Japan Academy pour l'ensemble de sa carrière[9]